# Campeonato Sudamericano Femenino Sub-20 de 2020
El Campeonato Sudamericano Femenino de Fútbol Sub-20 de 2020 fue la 9.ª edición de este torneo que se lleva a cabo en Argentina. Comenzó el 4 de marzo y finalizaría en 2021, participaban las selecciones nacionales femeninas sub-20 de todos los países cuyas federaciones están afiliadas a la Conmebol.
Sin embargo, el 4 de agosto de 2021, la Conmebol decidió suspender todos los torneos juveniles en Sudamérica, los que estaban en curso y los que estaban por comenzar: el sub-17 femenino, el sub-15, sub-17 y sub-20 masculino.

## Equipos participantes
Participaron las diez selecciones nacionales de fútbol afiliadas a la Conmebol. La definición de los grupos y el sorteo de partidos fueron llevados a cabo en el auditorio de la Casa de la Selección en Quito.
| Equipos participantes | Equipos participantes | Equipos participantes | Equipos participantes | Equipos participantes |
| --------------------- | --------------------- | --------------------- | --------------------- | --------------------- |
| Argentina             | Bolivia               | Brasil                | Chile                 | Colombia              |
| Ecuador               | Paraguay              | Perú                  | Uruguay               | Venezuela             |

## Sedes
El torneo se jugó en el estadio San Juan del Bicentenario (San Juan) y en el estadio Provincial Juan Gilberto Funes (San Luis).
| San Juan                               | San Juan La Punta |
| Estadio San Juan del Bicentenario      | San Juan La Punta |
| Capacidad: 25 000                      | San Juan La Punta |
|                                        | San Juan La Punta |
| La Punta                               | San Juan La Punta |
| Estadio Provincial Juan Gilberto Funes | San Juan La Punta |
| Capacidad: 15 000                      | San Juan La Punta |
|                                        | San Juan La Punta |

## Primera fase
Los horarios corresponden al huso horario de Argentina (UTC-3).

### Grupo A
| Equipo    | Pts. | PJ | PG | PE | PP | GF | GC | Dif. |
| --------- | ---- | -- | -- | -- | -- | -- | -- | ---- |
| Venezuela | 10   | 4  | 3  | 1  | 0  | 14 | 1  | 13   |
| Colombia  | 7    | 4  | 2  | 1  | 1  | 13 | 2  | 11   |
| Argentina | 6    | 4  | 1  | 3  | 0  | 2  | 1  | 1    |
| Ecuador   | 3    | 4  | 1  | 0  | 3  | 2  | 12 | –10  |
| Bolivia   | 1    | 4  | 0  | 1  | 3  | 1  | 16 | –15  |

| 4 de marzo de 2020, 19:00 | Colombia                                                                            | 8:0 (4:0) | Bolivia | Estadio San Juan del Bicentenario, San Juan |                            |
|                           | Pérez 6' · Robledo 8', 43' · Guerra 12' · Vanegas 58', 90' · Reyes 75' · Pavi 90+3' | Reporte   |         | Árbitra: Elizabeth Tintaya                  | Árbitra: Elizabeth Tintaya |

| 4 de marzo de 2020, 21:15 | Argentina | 1:0 (0:0) | Ecuador | Estadio San Juan del Bicentenario, San Juan |                         |
|                           | Braun 59' | Reporte   |         | Árbitra: Zulma Quiñonez                     | Árbitra: Zulma Quiñonez |

| 6 de marzo de 2020, 19:00 | Bolivia | 0:5 (0:1) | Venezuela                                                              | Estadio San Juan del Bicentenario, San Juan |                         |
|                           |         | Reporte   | Capdevilla 42' · Borges 63' · Argüelles 71' · Jiménez 73' · Moreno 78' | Árbitro(s): Silvia Ríos                     | Árbitro(s): Silvia Ríos |

| 6 de marzo de 2020, 21:15 | Argentina | 0:0     | Colombia | Estadio San Juan del Bicentenario, San Juan |                      |
|                           |           | Reporte |          | Árbitra: Edina Alves                        | Árbitra: Edina Alves |

| 8 de marzo de 2020, 19:00 | Venezuela                      | 2:1 (0:1) | Colombia   | Estadio San Juan del Bicentenario, San Juan |                               |
|                           | Capdevilla 55' · Argüelles 75' | Reporte   | Vanegas 6' | Árbitra: María Belén Carvajal               | Árbitra: María Belén Carvajal |

| 8 de marzo de 2020, 21:15 | Bolivia | 0:2 (0:0) | Ecuador                  | Estadio San Juan del Bicentenario, San Juan |                            |
|                           |         | Reporte   | Arreaga 80' · Jácome 85' | Árbitra: Elizabeth Tintaya                  | Árbitra: Elizabeth Tintaya |

| 11 de marzo de 2020, 19:00 | Ecuador | 0:4 (0:3) | Colombia                           | Estadio San Juan del Bicentenario, San Juan |                         |
|                            |         | Reporte   | Robledo 10', 18', 76' · Guerra 15' | Árbitro(s): Edina Alves                     | Árbitro(s): Edina Alves |

| 11 de marzo de 2020, 21:15 | Argentina | 0:0     | Venezuela | Estadio San Juan del Bicentenario, San Juan |                         |
|                            |           | Reporte |           | Árbitro(s): Silvia Ríos                     | Árbitro(s): Silvia Ríos |

| 13 de marzo de 2020, 19:00 | Venezuela                                                              | 7:0 (2:0) | Ecuador | Estadio San Juan del Bicentenario, San Juan |                               |
|                            | Higuera 38', 50', 86' · Argüelles 47' · Olivieri 57', 89' · Moreno 58' | Reporte   |         | Árbitra: María Belén Carvajal               | Árbitra: María Belén Carvajal |

| 13 de marzo de 2020, 21:15 | Argentina     | 1:1 (1:1) | Bolivia      | Estadio San Juan del Bicentenario, San Juan |                         |
|                            | De Ángelis 2' | Reporte   | Flores 45+2' | Árbitra: Zulma Quiñonez                     | Árbitra: Zulma Quiñonez |

### Grupo B
| Equipo   | Pts. | PJ | PG | PE | PP | GF | GC | Dif. |
| -------- | ---- | -- | -- | -- | -- | -- | -- | ---- |
| Brasil   | 12   | 4  | 4  | 0  | 0  | 14 | 0  | 14   |
| Uruguay  | 9    | 4  | 3  | 0  | 1  | 13 | 10 | 3    |
| Paraguay | 6    | 4  | 2  | 0  | 2  | 6  | 7  | –1   |
| Chile    | 1    | 4  | 0  | 1  | 3  | 2  | 6  | –4   |
| Perú     | 1    | 4  | 0  | 1  | 3  | 0  | 12 | –12  |

| 5 de marzo de 2020, 19:00 | Paraguay            | 1:0 (0:0) | Chile | Estadio Juan Gilberto Funes, La Punta |                                |
|                           | Fretes 90+2' (pen.) | Reporte   |       | Árbitra: María Laura Fortunato        | Árbitra: María Laura Fortunato |

| 5 de marzo de 2020, 21:15 | Brasil                            | 3:0 (2:0) | Perú | Estadio Juan Gilberto Funes, La Punta |                         |
|                           | Nycole 29' · Jaqueline 34' (pen.) | Reporte   |      | Árbitra: Adriana Farfán               | Árbitra: Adriana Farfán |

| 7 de marzo de 2020, 19:00 | Chile                     | 2:3 (1:2) | Uruguay                                    | Estadio Juan Gilberto Funes, La Punta |                        |
|                           | Olave 40' · Alarcón 90+4' | Reporte   | Olivera 15' · Aquino 45+3' · Pizarro 90+1' | Árbitra: Viviana Muñoz                | Árbitra: Viviana Muñoz |

| 7 de marzo de 2020, 21:15 | Brasil                            | 3:0 (2:0) | Paraguay | Estadio Juan Gilberto Funes, La Punta |                         |
|                           | Micaelly 12', 24' · Jheniffer 61' | Reporte   |          | Árbitra: Susana Corella               | Árbitra: Susana Corella |

| 9 de marzo de 2020, 19:00 | Uruguay                                | 4:2 (1:0) | Paraguay                  | Estadio Juan Gilberto Funes, La Punta |                         |
|                           | Bermúdez 45+3' · Pizarro 49', 63', 76' | Reporte   | Sánchez 56' · Coronel 78' | Árbitra: Adriana Farfán               | Árbitra: Adriana Farfán |

| 9 de marzo de 2020, 21:15 | Chile | 0:0     | Perú | Estadio Juan Gilberto Funes, La Punta |                       |
|                           |       | Reporte |      | Árbitra: María Herrán                 | Árbitra: María Herrán |

| 12 de marzo de 2020, 19:00 | Perú | 0:3 (0:0) | Paraguay                                  | Estadio Juan Gilberto Funes, La Punta |                        |
|                            |      | Reporte   | Barreto 50' · Sánchez 74' · Melgarejo 88' | Árbitra: Viviana Muñoz                | Árbitra: Viviana Muñoz |

| 12 de marzo de 2020, 21:15 | Brasil                                                                  | 6:0 (3:0) | Uruguay | Estadio Juan Gilberto Funes, La Punta |                                |
|                            | Jaqueline 7' · Micaelly 15', 60' · Nycole 21' · Camila 50' · Mylena 66' | Reporte   |         | Árbitra: María Laura Fortunato        | Árbitra: María Laura Fortunato |

| 14 de marzo de 2020, 19:00 | Uruguay                                                    | 6:0 (3:0) | Perú | Estadio Juan Gilberto Funes, La Punta |                            |
|                            | Bermúdez 11', 43' · Pizarro 17', 53', 55' · Carballo 90+2' |           |      | Árbitro(s): Susana Corella            | Árbitro(s): Susana Corella |

| 14 de marzo de 2020, 21:15 | Brasil                          | 2:0 (1:0) | Chile | Estadio Juan Gilberto Funes, La Punta |                          |
|                            | Ana Vitória 13' · Jaqueline 84' |           |       | Árbitro(s): María Herrán              | Árbitro(s): María Herrán |

## Cuadrangular final
El día jueves 12 de marzo de 2020, la CONMEBOL, a través de la Dirección de Competiciones de Selecciones, informa que la Fase Final del CONMEBOL Sub-20 Femenino quedaba postergada para el 2021, como medida tomada dentro del contexto general suscitado por el avance de la pandemia de COVID-19 a nivel regional.
Finalmente el 4 de agosto de 2021, la Conmebol decidió suspender definitivamente el torneo.
| Equipo    | Pts. | PJ | PG | PE | PP | GF | GC | Dif. |
| --------- | ---- | -- | -- | -- | -- | -- | -- | ---- |
| Brasil    | 0    | 0  | 0  | 0  | 0  | 0  | 0  | 0    |
| Colombia  | 0    | 0  | 0  | 0  | 0  | 0  | 0  | 0    |
| Venezuela | 0    | 0  | 0  | 0  | 0  | 0  | 0  | 0    |
| Uruguay   | 0    | 0  | 0  | 0  | 0  | 0  | 0  | 0    |

|  | Clasificaba para la Copa Mundial Femenina de Fútbol Sub-20 de 2021. |

|  | Brasil | Cancelado | Colombia |             |  |
|  |        |           |          | Árbitro(s): |  |

|  | Venezuela | Cancelado | Uruguay |             |  |
|  |           |           |         | Árbitro(s): |  |

|  | Brasil | Cancelado | Uruguay |             |  |
|  |        |           |         | Árbitro(s): |  |

|  | Venezuela | Cancelado | Colombia |             |  |
|  |           |           |          | Árbitro(s): |  |

|  | Colombia | Cancelado | Uruguay |             |  |
|  |          |           |         | Árbitro(s): |  |

|  | Venezuela | Cancelado | Brasil |             |  |
|  |           |           |        | Árbitro(s): |  |

## Goleadoras
| Jugadora          | Selección | Goles |
| ----------------- | --------- | ----- |
| Esperanza Pizarro | Uruguay   | 7     |
| Gisela Robledo    | Colombia  | 5     |
| Micaelly          | Brasil    | 4     |
| Jaqueline         | Brasil    | 3     |
| Manuela Vanegas   | Colombia  | 3     |
| Karol Bermúdez    | Uruguay   | 3     |
| Wilmary Argüelles | Venezuela | 3     |
| Enyer Higuera     | Venezuela | 3     |